# Geografia Brazylii

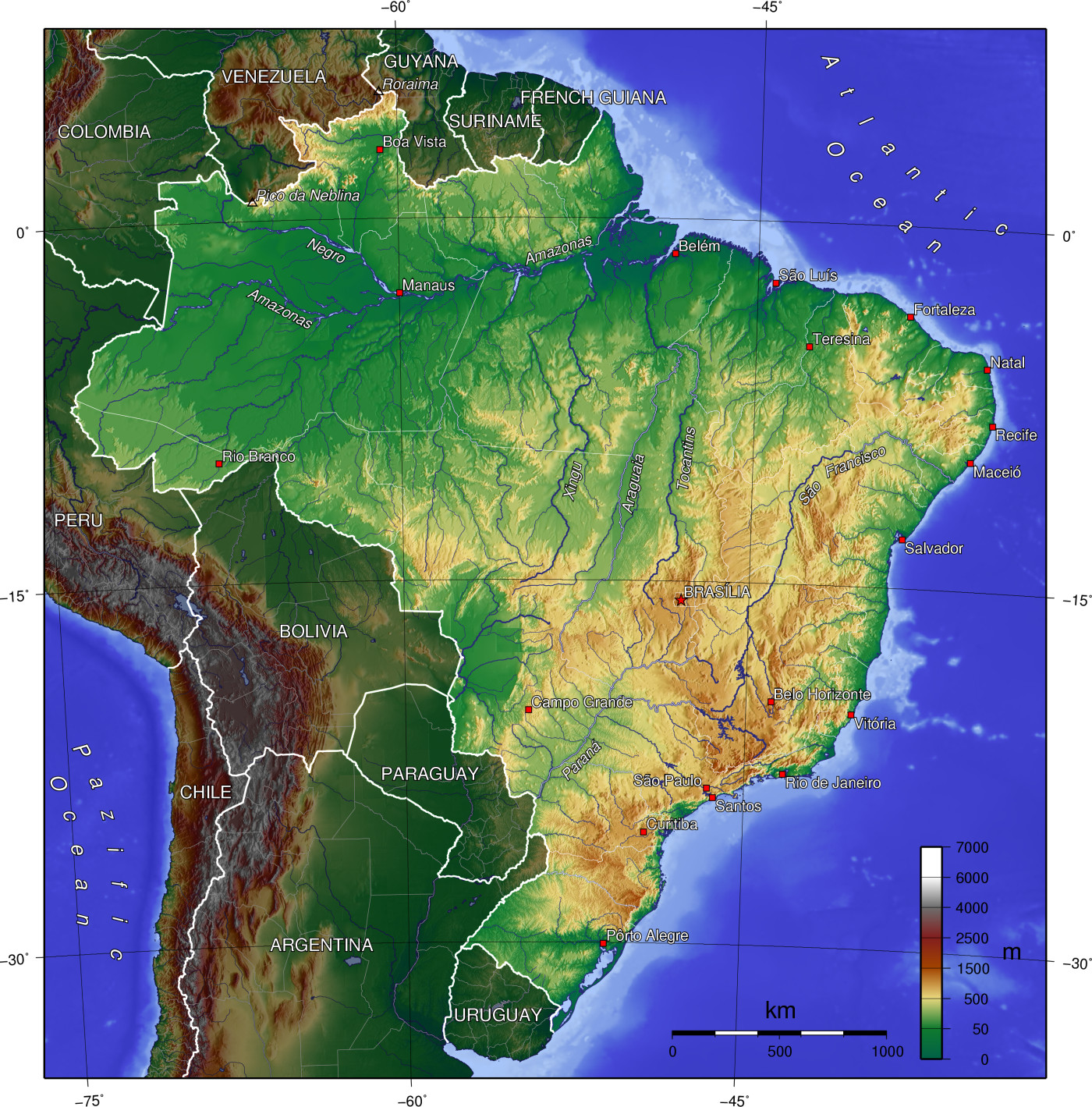
Mapa fizyczna Brazylii

Brazylia – największe państwo leżące w Ameryce Południowej i trzecie co do wielkości jeśli weźmie się pod uwagę obie Ameryki.
Na świecie jest to piąty co do wielkości kraj świata, ustępujący miejsca: Rosji, Stanom Zjednoczonym, Kanadzie i Chinom. Kraj ten ponadto graniczy prawie ze wszystkimi państwami Ameryki Południowej, jedynie Chile i Ekwador nie są krajami graniczącymi z tym ogromnym państwem. Brazylia znana jest na świecie z piłki nożnej i ogromnych połaci lasów tropikalnych. Kraj cechuje się tropikalnym klimatem, a także rozwiniętą siecią rzeczną, gdzie przez terytorium kraju płynie pierwsza co do długości rzeka świata – Amazonka.

## Powierzchnia i granice
Powierzchnia – 8 456 508 km², kraj zajmuje prawie połowę powierzchni Ameryki Południowej. Pod względem powierzchni Brazylia jest niewiele mniejsza od Europy.
Skrajne punkty: północny 5°16′N, południowy 33°45′S, zachodni 73°39′W, wschodni 34°46′W. Rozciągłość południkowa wynosi 4350 km, a równoleżnikowa 4250 km. Przez terytorium Brazylii przechodzą dwa ważne równoleżniki, są to równik na północy kraju i zwrotnik Koziorożca na południu.
Brazylia graniczy z następującymi państwami:

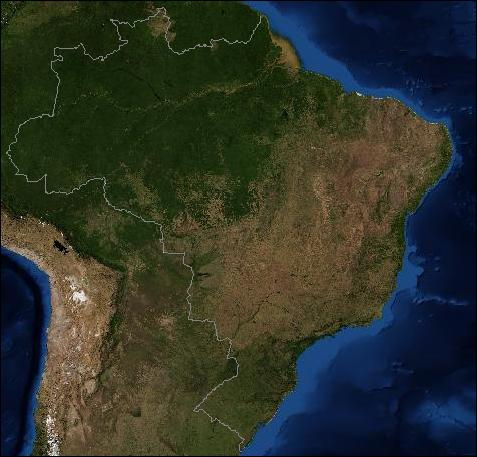
Mapa satelitarna Brazylii

- Urugwaj – 985 km
- Argentyna – 1224 km
- Paragwaj – 1290 km
- Boliwia – 3400 km
- Peru – 1643 km
- Kolumbia – 1643 km
- Wenezuela – 2200 km
- Gujana – 1119 km
- Surinam – 597 km
- Gujana Francuska – 673 km

Linia brzegowa – 7491 km

## Ukształtowanie pionowe
Brazylia ma prawie 7,5 tys. km wybrzeża Oceanu Atlantyckiego, którego wody oblewają terytorium Brazylii od północnego wschodu i południowego wschodu. Północna część wybrzeża jest rozczłonkowana i urozmaicona przez estuaria rzek. W tym regionie znajduje się ujście Amazonki i tam też leży archipelag Marajó. W archipelagu tym leży największa wyspa kraju o tej samej nazwie o powierzchni 48 tys. km². Dalej na południe linia brzegowa nacechowana jest serią niewielkich zatok i przybrzeżnych wysepek. Północno-wschodnia linia brzegowa w rejonie miasta Fortaleza jest wyrównana, rozcięta na południu głęboką zatoką Todos os Santos, nad którą leży miasto Salvador. Dalej na południe linia brzegowa jest wyrównana, jednakże w południowej części wybrzeża występują liczne zatoki powstałe w wyniku zatopienia przed wody oceanu wylotów dolin. Południowe odcinki brazylijskiego wybrzeża posiadają także płytkie laguny i mierzeje.
Na północy wybrzeże jest nizinne, w wielu miejscach występują rafy koralowe. Wschodnia część brzegu morskiego jest skalista i abrazyjna. Południowo-wschodnia część wybrzeża także jest nizinna.

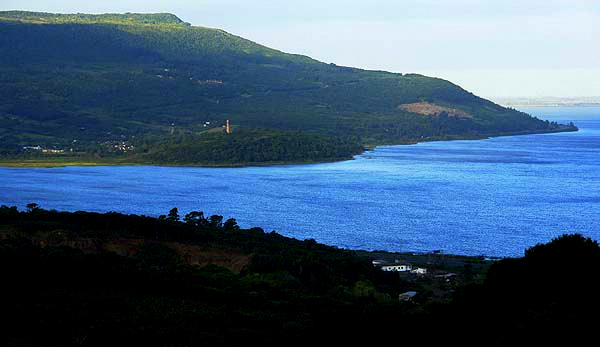
Wybrzeże Brazylii

## Budowa geologiczna
Obszar dzisiejszej Brazylii leży na południowoamerykańskiej platformie prekambryjskiej. Wczesnoprekambryjski fundament tworzy kompleks w różnym stopniu zmetamorfizowanych skał. Prekambryjskie podłoże tworzą rozległe wzniesienia, są nimi: tarcza gujańska i tarcza brazylijska. W obrębie tych wzniesień skały prekambryjskie miejscami występują na powierzchni. Oprócz wyżej wymienionych wzniesień na terenie Brazylii występują rozległe obniżenia tektoniczne. Są to tzw. syneklizy, obniżenia te występują przede wszystkim w dorzeczu Amazonki, ale także w dorzeczach innych rzek. W obrębie tych obniżeń fundament pochodzący z prekambru, który się obniżył na znaczną głębokość, jest przykryty skałami osadowymi o dużej miąższości. Są to skały pochodzące z różnych okresów geologicznych. Amazońska synekliza rozdziela tarczę gujańską od tarczy brazylijskiej, stanowi zarazem nieckę tektoniczną, wypełnioną osadami morskimi i jeziorno-rzecznymi.
Tarcza gujańska zajmuje niewielką część na północy Brazylii. W jej obrębie skały metamorficzne pokryte są leżącą poziomo pokrywą proterozoiczną czerwonych piaskowców o miąższości kilkuset metrów. Tarcza brazylijska zajmuje sporą część powierzchni kraju obejmując jej południową część. W okresie jurajsko-kredowym wystąpiły tu zjawiska wulkaniczne, dzięki którym powstały pokrywy bazaltowe rzeki Parany, a wzdłuż atlantyckiego skraju tarczy powstały intruzje skał zasadowych. W okresie kredowym miała miejsce transgresja morska, w wyniku tego procesu obszar lądowy obniżył się i został zalany przez morze. Tarcza brazylijska od strony Oceanu Atlantyckiego obramowana jest wąskimi, ale bardzo głębokimi zapadliskami tektonicznymi, które są wypełnione osadami pochodzącymi z kredy i kenozoiku.
Brazylia cechuje się występowaniem licznych minerałów i paliw kopalnych związanych z procesami geologicznymi jakie miały miejsce i starymi formacjami geologicznymi jakie występują w podłożu płyty południowoamerykańskiej. Brazylia posiada jedne z największych na świecie złóż rud żelaza, berylu i niobu. We wschodniej części kraju i pod dnem szelfu kontynentalnego występują złoża ropy naftowej i gazu ziemnego.

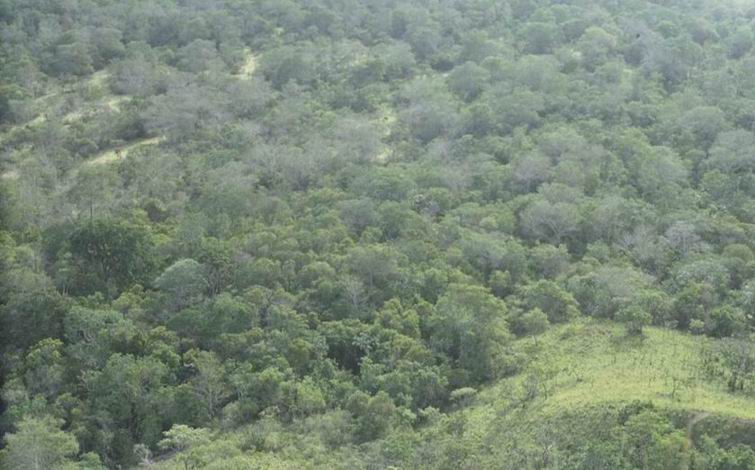
Las tropikalny w Amazonii

## Rzeźba
Brazylia jest krajem wyżynnym, dwie trzecie powierzchni kraju zajmują wyżyny, sama zaś Wyżyna Brazylijska obejmuje 60% powierzchni kraju. Obszary wyżynne dzielą się na dwie wielkie jednostki fizycznogeograficzne: Wyżyną Brazylijską i Wyżyną Gujańską, gdzie ta ostatnia tylko częściowo leży na terenie Brazylii. Tereny nizinne skupiają się głównie w Nizinie Amazonki, która rozciąga się z zachodu na wschód w północnej części kraju. Nizina ta rozdziela rozległą Wyżynę Brazylijską od Wyżyny Gujańskiej leżącej na północnym krańcu Brazylii.
Wyżyna Brazylijska zajmuje południową część platformy południowoamerykańskiej. Jest to duży obszar geograficzny, którego najwyżej położone fragmenty znajdują się w części wschodniej. Wysokości dochodzą prawie do 3000 m n.p.m. Wyżyna ku północy łagodnie się obniża. We współczesnej rzeźbie wyżyny wyróżnia się mniejsze jednostki jakimi są: Płaskowyż Atlantycki, Płaskowyż Centralny i Płaskowyż Południowy.
- Płaskowyż Atlantycki ciągnie się wzdłuż wybrzeża oceanu, pasem o szerokości od 100 do 650 km. W północnej części zwanej Planalto da Borborema osiąga wysokość do 800 m n.p.m. Występują tam liczne ostańce osiągające do 300 m. Na południe od przełomowego odcinka rzeki São Francisco obszar wyżyn podnosi się na średnią wysokość 1000 m n.p.m. W głębi lądu ciągnie się pas górski, gdzie wysokość w Sierra do Espinhaço osiąga 2107 m n.p.m. – szczyt Pico do Sol. W rejonie Rio de Janeiro Płaskowyż Atlantycki osiąga najwyższe wysokości, ciągnie się tam kilka pasm górskich o wysokości dochodzącej do 2800 m n.p.m. Najwyższy szczyt leżący na północ od Rio de Janeiro – Pico de Bandeira wznosi się na wysokość 2890 m n.p.m.

- Płaskowyż Centralny zwany Planalto Central obejmuje północne, łagodnie nachylone stoki Wyżyny Brazylijskiej. Obszar płaskowyżu przecina wiele dolin rzecznych, gdzie rzeki spływają do Niziny Amazonki, lub bezpośrednio do oceanu. Północno-zachodnia część Płaskowyżu Centralnego jest lekko pofalowana i nachylona łagodnie ku północy. Wysokości południowej części tego płaskowyżu wznoszą się od 200 do 600 m n.p.m. We wschodniej części płaskowyżu, między szerokimi dolinami wznoszą się wzgórza ostańcowe. Południowa część płaskowyżu jest wysoka i wznosi się od 1200 do 1400 m n.p.m. Ta część płaskowyżu stanowi dział wodny dorzeczy Amazonki i Parany.

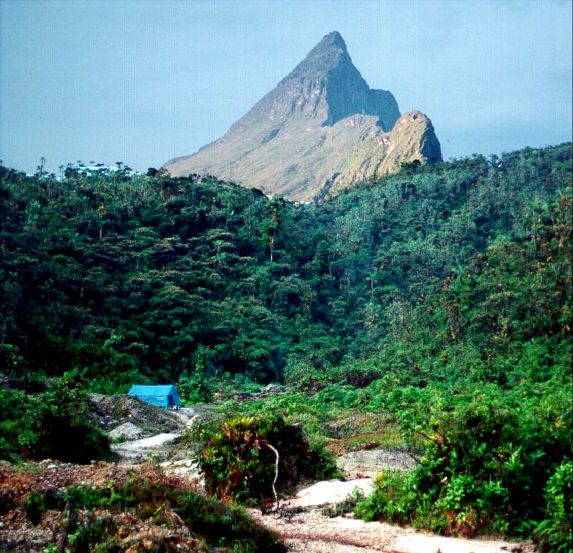
Pico da Neblina – najwyższy szczyt kraju

- Płaskowyż Południowy zwany Planalto Meridional pokrywa się z zasięgiem tektonicznej niecki Parany. Dno niecki obniża się w kierunku południowo-zachodnim, a boki niecki wznoszą się maksymalnie do około 1500 m n.p.m. W rejonie tego płaskowyżu występują liczne progi, czego efektem jest istnienie wielu wodospadów.

Wyżyna Brazylijska opada stromą krawędzią ku Oceanowi Atlantyckiemu. Krawędź ta ciągnie się wzdłuż wschodniego i południowo-wschodniego wybrzeża na długości ponad 2500 km. Krawędź wyżyny w niektórych miejscach tworzy prawie pionową ścianę, w innych miejscach krawędź wyżyny schodzi do oceanu kilkoma stopniami.
Na terytorium Brazylii leży niewielka część Wyżyny Gujańskiej, gdzie wznosi się tam najwyższy szczyt kraju – Pico da Neblina o wysokości 2994 m n.p.m. Neblina wznosi się dokładnie na granicy wenezuelsko-brazylijskiej, jest też najwyższym szczytem Wyżyny Gujańskiej. Sama zaś wyżyna na terenie Brazylii wznosi się na niewielkie wysokości rzędu 500 do 1000 m n.p.m. i jest rozdzielona przez doliny rzek płynących na południe ku Amazonce. Jedynie wzdłuż w granicy z Wenezuelą teren cechuje się typową rzeźbą górską, gdzie średnia wysokość wynosi 1000–2000 m n.p.m. Poza najwyższym szczytem Brazylii jakim jest Pico de Neblina, wysoką górą jest także Monte Roraima o wysokości 2727 m n.p.m. Szczyt ten znajduje się na granicy brazylijsko-wenezuelskiej.
Obszary nizinne zajmują jedną trzecią powierzchni kraju i skupiają się głównie w postaci Niziny Amazonki. Niewielką część na południu zajmuje północny fragment Niziny La Platy, zaś tereny nizinne nad oceanem mają postać wąskiego pasa nadbrzeżnego sięgającego najwyżej do 100 km w głąb lądu.
Nizina Amazonki jest niecką sedymentacyjną, którą od zachodu ograniczają Andy, a na wschodzie sięga do samego Atlantyku. Nizina ta ciągnie się na długości 3500 km, a jej szerokość sięga 2000 km. Nizina najszersza jest wzdłuż wschodnich stoków Andów, a zwęża się ku wschodowi, by na przewężeniu (na wysokości miasta Manaus) znów się rozszerzyć. Nizina Amazonki cechuje się monotonną rzeźbą. Nizina La Platy na terenie Brazylii stanowi region zwany Pantanalem, a większa część tej niziny obejmuje terytorium Argentyny. Cechą owej niziny jest występowanie mnogiej ilości bagien. Obszary nizin nadbrzeżnych ciągną się na niemal całej długości wybrzeża. Maksymalna szerokość nizin wynosi 200 km na samej tu przy Nizinie Amazonki, gdzie dalej ciągnie się region owej niziny. Niziny nadmorskie zwężają się ku południowi i całkowicie znikają przy granicy z Urugwajem. Obok równin zalewowych, bagien i lagun, na nizinie nadbrzeżnej występują wały przydeltowe, wydmy, a także plaże.

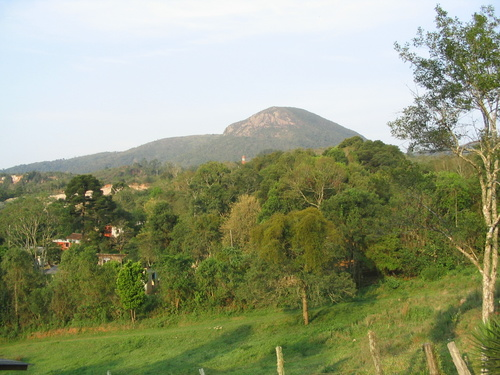
Południowa Brazylia w dolinie rzeki Parany

## Klimat

### Ogólne informacje
Większość powierzchni kraju leży w strefie klimatu równikowego i podrównikowego, natomiast regiony leżące na południu w okolicach zwrotnika Koziorożca – to tereny, które leżą zwrotnikowej strefie klimatycznej. Oznacza to, że cała powierzchnia kraju zalicza się do strefy klimatów gorących – czyli takich które obejmują na ogół obszary leżące między zwrotnikami. Kraj znajduje się pod wpływem równikowych mas powietrza ze zróżnicowaniem regionalnym. Działanie mas gorącego powietrza jest łagodzone przez napływ morskiego powietrza znad Atlantyku. Ponadto na zróżnicowanie klimatyczne wpływ ma rzeźba terenu – wyżynny charakter kraju.

### Klimat równikowy
Strefa klimatu równikowego obejmuje Nizinę Amazonki, oraz regiony nadmorskie na północy i na południu kraju. W regionach nadmorskich (poza południowym krańcem wybrzeża Brazylii) wpływ suchszych mas powietrza typowych dla klimatu podrównikowego i zwrotnikowego jest eliminowany. Wynikiem tego jest to, ze klimat np. w rejonie miasta São Paulo leżącego na zwrotniku Koziorożca ma cechy typowe dla klimatu równikowego. Średnia roczna temperatura dla tej strefy wynosi 24 °C. W pewnym oddaleniu od morza i w zachodniej części Niziny Amazonki notuje się dość duże jak na strefę równikową amplitudy dobowe co wiąże się z ruchami mas powietrza – zimnego i gorącego. Średnia temperatura dobowa może wzrosnąć nawet do 28 °C i więcej. Opady są na ogół wysokie, charakterystyczne dla klimatu równikowego. Sięgają nawet 4000 mm rocznie, minimalna wartość opadów to 1500 mm. Opady są równomiernie rozłożone w ciągu roku.

### Klimat podrównikowy
Wyżyna Gujańska i część Wyżyny Brazylijskiej leży w strefie klimatu podrównikowego, gdzie występuje pora deszczowa i sucha. Tereny te cechują się większą amplitudą dobową i roczną i nierównomiernym rozkładem opadów. Sucha odmiana klimatu podrównikowego obejmuje zachodnią część Wyżyny Brazylijskiej i region stanu Bahia leżącego w regionie kraju najdalej wysuniętego na wschód (północno-wschodnia część Brazylii). Średnie roczne temperatury powietrza wynoszą tu od 19 do 26 °C. Nad obszarem Mato Grosso często docierają „friagem” i wówczas może się zdarzyć, że temperatura spada do 0 °C. Roczne opady na tym terenie wynoszą około 1500 mm, a ich największe ilości notuje się na okres letni.

### Klimat zwrotnikowy i podzwrotnikowy

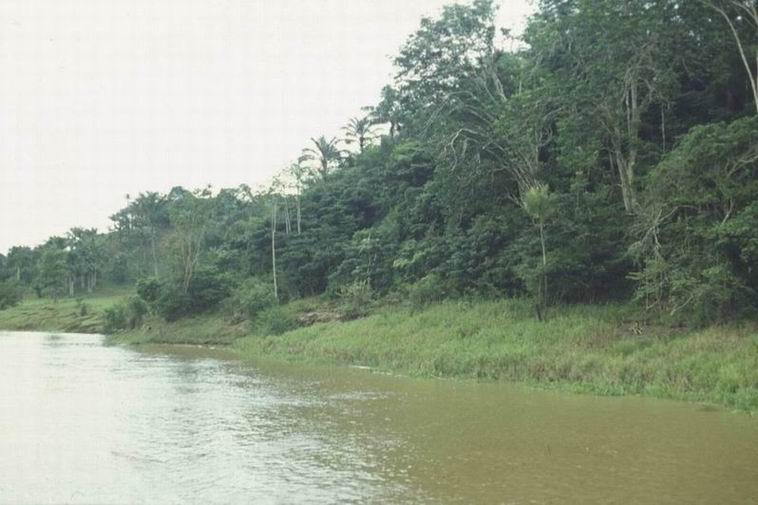
Amazonka

Klimat zwrotnikowy obejmuje południową część kraju. Rejony leżące na terenie stanów: Rio Grande do Sul, Santa Catarina i region miasta São Paulo. Opady w tych regionach są niskie i często wartości roczne nie przekraczają 500 mm. Występują wysokie wahania temperatur, szczególnie na terenach górskich, gdzie w okresie zimowym jest dość chłodno.
W południowych krańcach Brazylii zaznacza się wpływ strefy klimatu podzwrotnikowego. Temperatury mają przebieg podobny do tego jaki notuje się w krajach basenu Morza Śródziemnego, czyli zimą średnia temperatura dobowa wynosi 13 °C, zaś latem 24 °C, natomiast opady wynoszą około 1800 mm. Warto też zwrócić uwagę, że południowe krańce Brazylii to region nadbrzeżny i leży on w strefie działania Oceanu Atlantyckiego. Charakterystycznym dla południowych krańców Brazylii jest napływ suchych i gorących mas powietrza „veracinos”, co powoduje wzrost temperatury do 40 °C. Zimą zaś notuje się kilka dni z przymrozkami.

## Wody
Cały obszar Brazylii leży w zlewisku Oceanu Atlantyckiego. Sieć rzeczna jest dobrze rozwinięta i zasobna w wodę. Największym systemem rzecznym jest dorzecze Amazonki, które odwadnia 57% powierzchni kraju, do dwóch pozostałych należą dorzecza Parany i La Platy oraz São Francisco.
Amazonka jest największą rzeką na świecie
. Rzeka ta wypływa z peruwiańskich Andów i przez terytorium Brazylii płynie w kierunku wschodnim. Jej całkowita długość wynosi 6520 km. Amazonka na całym swym odcinku posiada rozbudowaną sieć dopływów, które płyną z północy i z południa. Największymi po stronie południowej są Madeira i Tapajós, a po stronie północnej Rio Negro i Japurá. Rzeka ta jest żeglowna na całym swym docinku, leżącym na terytorium Brazylii. Jej dopływy są żeglowne tylko na Nizinie Amazonki, do progu Wyżyny Brazylijskiej, tam bowiem pojawiają się liczne bystrza i wodospady. Rzeka ta cechuje się dużymi wahaniami wodostanów.
Drugi ważny system rzeczny stanowią rzeki: Paragwaj, Parana i La Plata. Dorzecze to odprowadza wody w kierunku południowym i tylko północna część tego systemu rzek leży na terenie Brazylii. Rzeki te są żeglowne na krótkich odcinkach, cechują się występowaniem licznych progów i wodospadów.
Rzeka São Francisco jest jedyną dużą rzeką Brazylii, która przepływa w całości na terytorium Brazylii. Jej długość wynosi ponad 1600 km, a obszar źródłowy znajduje się na Wyżynie Brazylijskiej w zachodnim Minas Gerais i w południowym Goiás. Rzeka ta płynie przez Wyżynę Brazylijską najpierw na północ, a potem na wschód, by ujść do Atlantyku między miastami Recife, a Salvador. Rzeka ta jest żeglowna na odcinku między Pirapora w Minas Gerais i Juazeiro w Bahii. Od wodospadów Paulo Afonso do ujścia mogą się po niej poruszać statki od dużej wyporności.
Brazylia ma niewielką ilość jezior. Na nizinie nadbrzeżnej występuje wiele płytkich jezior nadbrzeżnych – lagun. Największe z nich to leżące na południowym wybrzeżu Lagoa dos Patos o powierzchni 10 tys. km² i Mirim o powierzchni 3 tys. km².

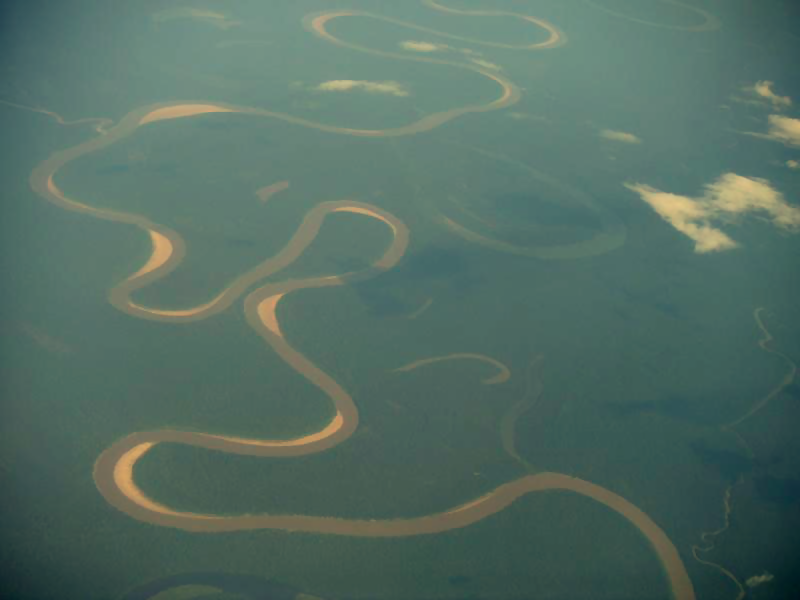
Amazonka z dużej wysokości

## Gleby
Ogromna powierzchnia kraju i różnice klimatyczne sprawiają, że pokrywa glebowa jest zróżnicowana. Mało urodzajne gleby występują w strefie wilgotnych lasów tropikalnych. Gleby tam występujące podlegają intensywnemu procesowi ługowania, a to sprawia, że mają niewielką ilość składników mineralnych. Mało urodzajne pokrywy występują głównie w północnej części Wyżyny Brazylijskiej, gdzie gleby posiadają związki żelaza i glinu. Są to gleby ilaste i laterytowe, barwy czerwonej. Na Nizinie Amazonki, głównie terenów, które nie są zalewane okresowo podlegają procesowi ługowania. W odróżnieniu od gleb północnej części Wyżyny Brazylijskiej proces ten nie zachodzi głęboko. Żyzność gleb tropikalnych Amazonii jest związana z obecnością lasu, co oznacza, że w przypadku jego braku (karczowanie) gleby te tracą składniki mineralne. Takie gleby szybko ulegają wyjałowieniu. Prawie cały obszar Amazonii reprezentują czerwonożółte gleby laterytowe.
Żyzne gleby występują w dolinie i w ujściu Amazonki, są to fluwisole. Są gleby rzeczne bogate w składniki mineralne. Obszary o małej ilości opadów deszczu cechują się występowaniem kserosoli. Najbardziej żyzne pokrywy glebowe występują w stanach Minas Gerais i São Paulo. Są gleby pochodzenia wulkanicznego. Występują także tam czerwonoziemne podosole, tzw. terra rossa. Gleby te wykorzystuje się do uprawy kawy.

## Flora

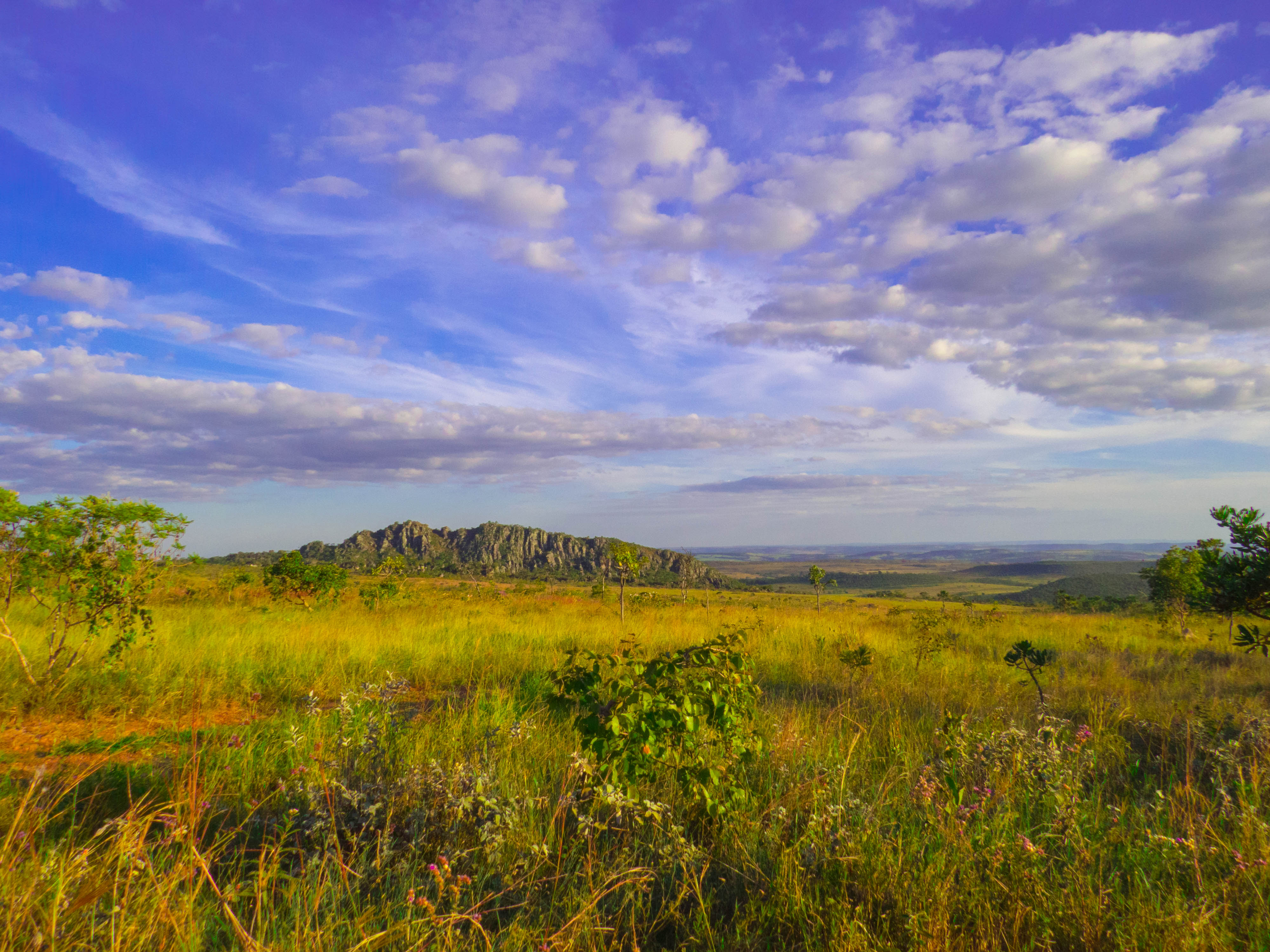
Cerrado, brazylijska sawanna, gdzie odbywa się większość rolnictwa kraju

Szata roślinna, a przede wszystkim lasy Brazylii od wielu lat są wycinane i karczowane przez ludzi, mimo to obszar leśny tego kraju wciąż sięga dwóch trzecich powierzchni kraju. Flora jest typowa dla wilgotnych regionów klimatu tropikalnego.
Lasy tropikalne obejmują znaczną część powierzchni kraju, zajmują Nizinę Amazonki i wybrzeże Oceanu Atlantyckiego, czyli wszędzie tam gdzie występują obfite opady deszczu. Las równikowy cechuje się bogactwem gatunkowym drzew. W Amazonii na jednym hektarze występuje od 40 do nawet 100 gatunków drzew, które osiągają do 50 m wysokości, a w niektórych przypadkach nawet do 60 m. Lasy te cechują się dużą ilością lian i epifitów. Do cennych gatunków należą: cedrzyk wonny, mahoniowiec właściwy, kostrączyna, puchowiec pięciopręcikowy i kauczukowiec brazylijski. W lasach nadbrzeżnych nizin występują paprocie i palmy.
W strefach o mniejszych opadach, gdzie panuje klimat podrównikowy na wyżynnych terenach rosną zwrotnikowe lasy mezofityczne, gdzie rosną takie gatunki jak kostrączyna czarna oraz palmy i paprocie drzewiaste. Do tego typu lasów należą też południowo-brazylijskie lasy araukariowe.

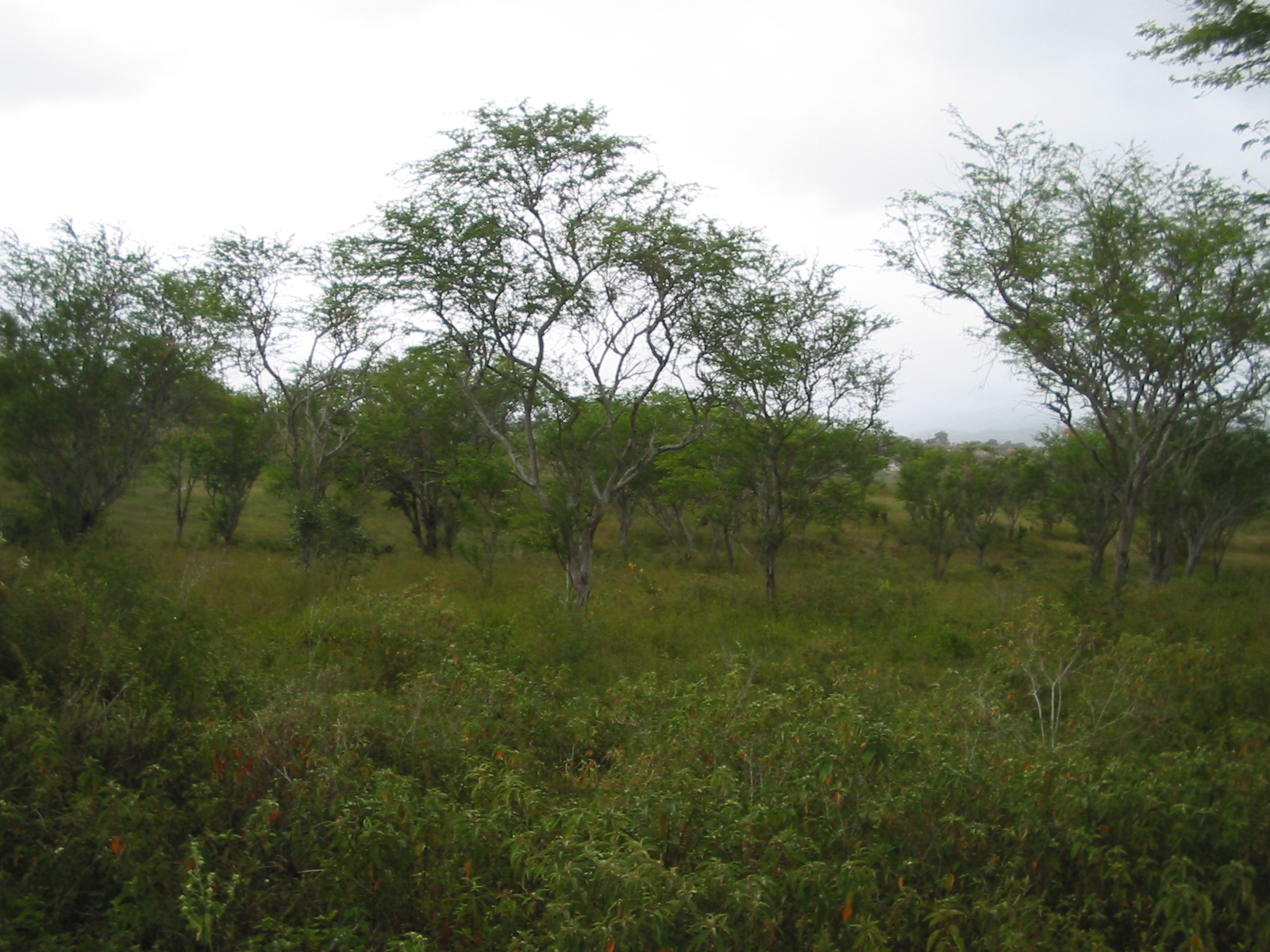
Caatinga w okolicach miasta Mossoró we wschodniej Brazylii

Znaczną część Wyżyny Brazylijskiej pokryta jest suchym lasem międzyzwrotnikowym do którego zalicza się także formacja drzewiasto-trawiasta – caatinga. Tereny te porastają kolczaste drzewa dorastające do 10 m. Tereny Wyżyny Brazylijskiej cechują się też występowaniem otwartych terenów trawiastych – campos limpos. Na Wyżynie Brazylijskiej rosną także gaje palmowe – palmares i sawanny – campos cerrados. Doliny rzek porastają lasy galeriowe. W niektórych miejscach, gdzie opady są niewielkie wraz z suchymi drzewami zrzucającymi liście w porze suchej rosną kaktusy i kolczaste krzewy. Wilgotniejsze tereny zwane agreste mają więcej drzew i występują między caatingą a brzegiem morza.
Większą część środkowej Brazylii zajmuje roślinność trawiasta – campo cerrado. Campo cerrado jest sawanną o dobrze rozwiniętej warstwie traw z niskimi drzewami i krzewami. W północno-wschodniej części Wyżyny Brazylijskiej występują lasy palmowe zwane lasami babau. Obszary nizinne leżące blisko Paragwaju i Argentyny (Nizina La Platy) są zdominowane przez okresowo zalewane łąki i palmy – jest to formacja zwana pantanal. Tereny pantanalu to przede wszystkim obszary podmokłe i bagienne.

## Fauna
Fauna Brazylii jest bardzo specyficzna i charakterystyczna dla tej części neotropikalnej krainy, jaka zajmuje obszar Brazylii. Fauna szczególnie bogata jest w dorzeczu Amazonki.
W lasach Amazonii żyje wiele gryzoni takich jak kapibara czy aguti. Do większych zwierząt należą pekari, mazamy i tapir anta. W lasach tropikalnych występuje też wiele gatunków jaszczurek i węży do których należą boa dusiciele i anakondy żyjące w rzekach. Na drzewach żyją leniwce, małpy i wiele gatunków ptaków do których należą papugi – najbardziej charakterystyczne dla Ameryki Południowej – ary oraz kolibry i bławatniki. W rzekach Amazonii żyją manaty, delfiny słodkowodne i słynne piranie. Ponadto w Amazonce żyje największy na świecie żółw słodkowodny z gatunku Podocnemis, który osiąga wagę do 70 kg.
Świat zwierząt sawann brazylijskich nie jest tak bogaty jak w Afryce, nie występują tam stada dzikich zwierząt jak to ma miejsce w Afryce. Rzadko występującymi gatunkami są jeleń pampasowy i wilk grzywiasty. Do ptaków należą strusie nandu i wiele innych gatunków. Na obszarze pantanalu (stany Mato Grosso i Mato Grosso do Sul) żyje wiele gatunków ptaków jak ibisy.
W Brazylii jest 28 parków narodowych i rezerwatów o łącznej powierzchni 455 tys. km² – najbardziej znane to Iguaçu i Serra de Capivara (wpisane na Listę Światowego Dziedzictwa Kultury i Przyrody), Paulo Afonso, Sete Quedas, Itatiaia i Tocantins.